# Limacia
Limacia is een geslacht van zeenaaktslakken (Nudibranchia) uit de familie mosdierslakken (Polyceridae).

## Soorten
- Limacia annulata Vallès, Valdés & Ortea, 2000
- Limacia clavigera (O.F. Müller, 1776) = Wrattige mosdierslak
- Limacia cockerelli (MacFarland, 1905)
- Limacia iberica Caballer, Almón & J. Pérez, 2016
- Limacia janssi (Bertsch & Ferreira, 1974)
- Limacia lucida (Stimpson, 1854)
- Limacia ornata (Baba, 1937)